# LM-99
71-134 (auch LM-99) ist die Bezeichnung einer Baureihe von Straßenbahnfahrzeugen.
Es ist das vom russischen Petersburger Straßenbahn-mechanischen Werk (PTMS) am häufigsten produzierte Straßenbahnfahrzeug. Der Typ wird in Anlehnung an frühere Straßenbahntypen des PTMS auch als LM-99 bezeichnet; die Abkürzung LM bedeutet Leningradski Motorny (russisch Ленинградский Моторный, deutsch Leningrader Triebwagen), die Zahl 99 entspricht dem Baujahr 1999 des ersten Fahrzeuges.
Insgesamt 325 Exemplare dieses vierachsigen Hochflurwagens wurden für vierzehn Städte Russlands hergestellt. Aufgrund der schlechten Verarbeitung stornierten viele Städte die Verträge oder nahmen Fahrzeuge nicht ab. Ursprünglich war der Einsatz dieses Fahrzeugs für St. Petersburg gar nicht vorgesehen, die Stadt Osinniki hatte diesen Wagen in Auftrag gegeben. Später entschieden sich die St. Petersburger Verkehrsbetriebe doch für die Beschaffung dieser Wagen und kauften 187 LM-99 verschiedener Modifikationen, die inzwischen große Teile des LM-68M und alle KTM-5 ersetzt haben.
Nachdem die ersten drei Prototypen erfolgreich von mehreren Depots getestet wurden, begann im Jahre 2000 die Serienproduktion, die im September 2008 endete. Bis zum Redesign des Wagenkastens Ende 2005 waren verschiedene Veränderungen an der Türanordnung vorgenommen und ein Wagen mit Niederfluranteil gebaut worden.

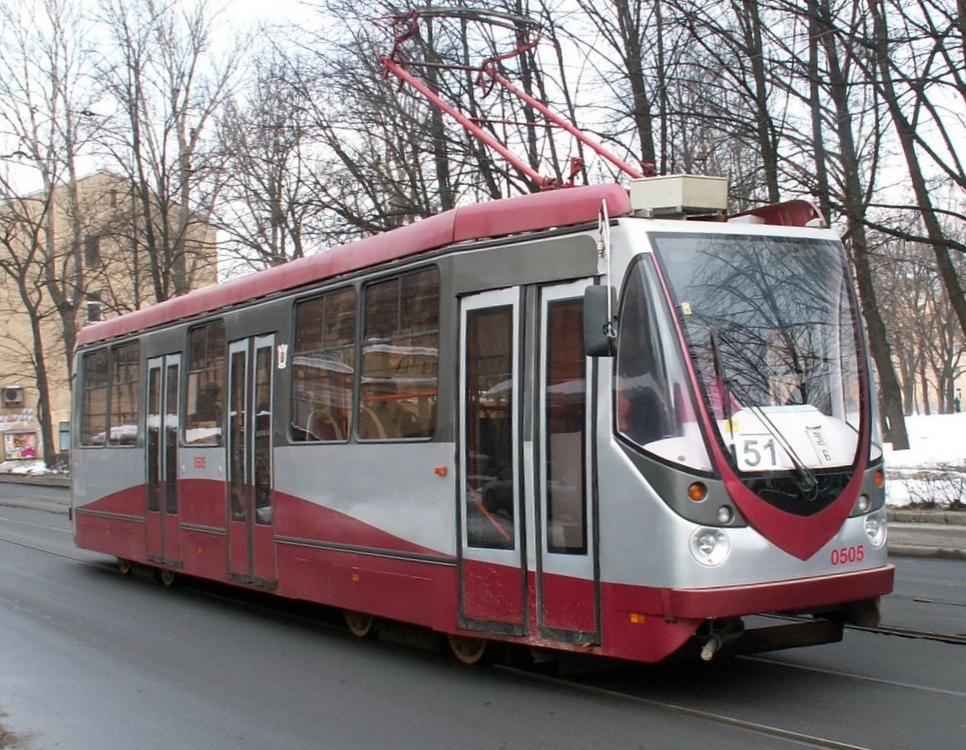
Wieder aufgebauter LM-99A in Sankt Petersburg

Der 71-134 ist ein Einrichtungsfahrzeug und kann daher nur auf Linien mit Wendeschleifen oder -dreiecken an den Streckenenden verkehren. Er kann zudem nur als Solotriebwagen eingesetzt werden kann; das Fahrzeug hat keine Möglichkeit der Mehrfachtraktion und es gibt keine Beiwagen.